# Blood Inside
Albums de Ulver
Svidd neger
(2003) Shadows of the Sun
(2007)
Blood Inside est le huitième album studio du groupe norvégien Ulver, sorti en 2005. L'album reste dans le style électronique adopté par le groupe depuis déjà plusieurs années, mais se présente sous une forme très différente, plus expérimentale, plus grandiloquente et moins atmosphérique que par le passé.

## Liste des pistes
| No | Titre               | Durée |
| -- | ------------------- | ----- |
| 1. | Dressed in Black    | 7:06  |
| 2. | For the Love of God | 4:11  |
| 3. | Christmas           | 6:15  |
| 4. | Blinded by Blood    | 6:22  |
| 5. | It Is Not Sound     | 4:37  |
| 6. | The Truth           | 4:01  |
| 7. | In the Red          | 3:30  |
| 8. | Your Call           | 6:07  |
| 9. | Operator            | 6:08  |